# Marksburg

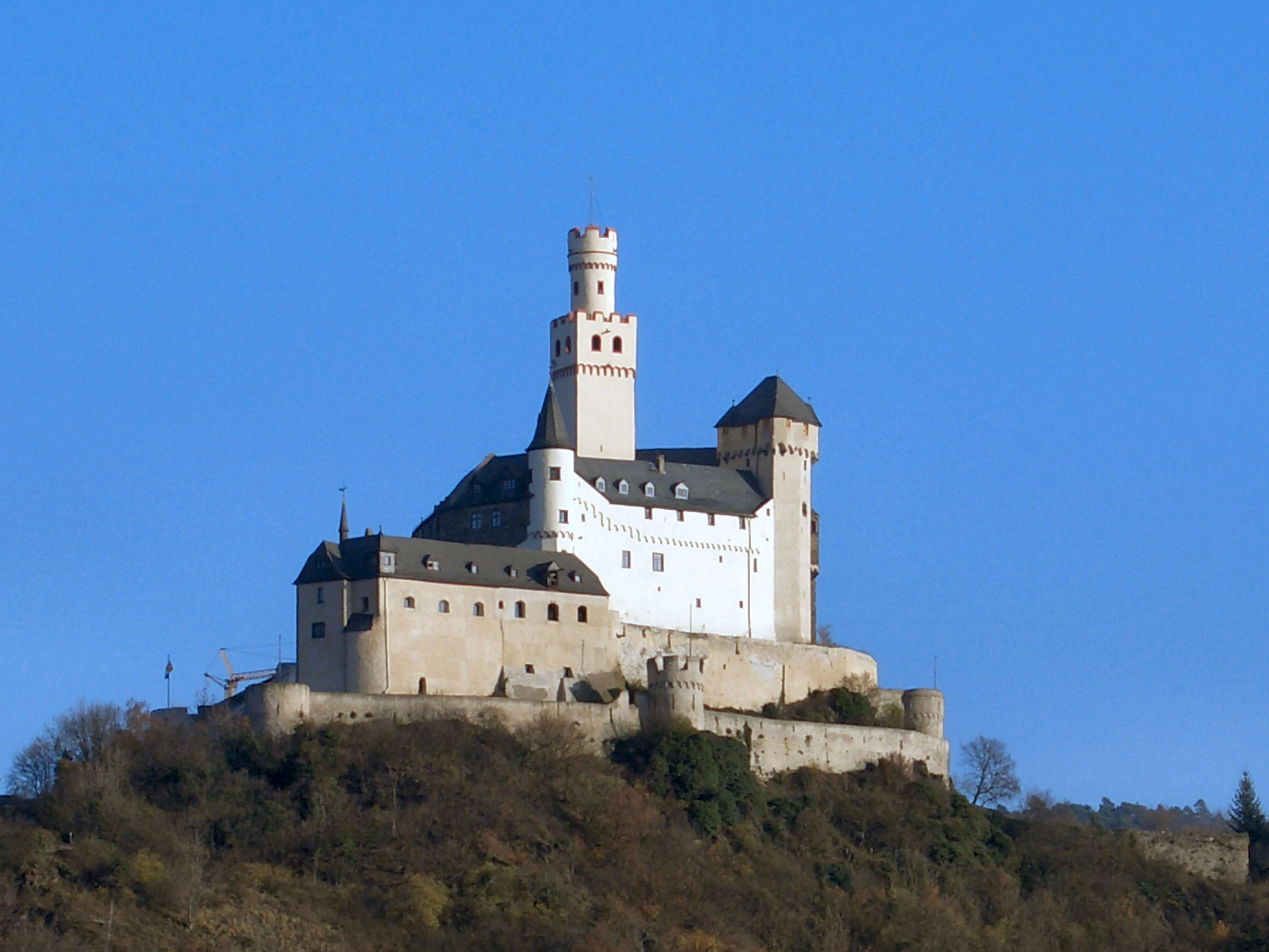
O castelo de Marksburg no Reno, na cidade de Braubach - 2005

Marksburg, junto ao rio Reno, é um castelo localizado na cidade de Braubach, em Renânia-Palatinado, na Alemanha. É o único castelo medieval do Médio Reno que nunca foi destruído. É um dos principais sítios do Patrimônio Mundial da UNESCO.
O castelo foi construído para proteger a cidade de Braubach e para reforçar as facilidades aduaneiras. Foi construído aproximadamente em 1117 e em 1231 foi mencionada pela primeira vez. Em 1283 o Conde Eberhard de Katzenelnbogen comprou o castelo.